# Barpali
Barpali fou un estat tributari protegit del tipus zamindari, agregat al districte de Sambalpur a les Províncies Centrals, a uns 45 km al sud-oest de la ciutat de Sambalpur. El formaven 86 pobles amb una superfície de 466 km², dels quals tre quarts en cultiu; el territori era pla i obert, i ben cultivat; donava uns ingressos de 830 lliures i en pagava 90 de tribut. La casta predominant eren els kultes o pagesos, els ladres o carreters, i els bhúlies o teixidors. La producció era arròs, cotó, lavors oleaginosas i canya de sucre. Es fabricava tela gruixuda, seda i objectes de coure
L'estat fou concedit el 1620 per Ratan Singh, el sisè raja de Sambalpur, al seu germà Bikram 
Singh, lliure de renda; des de llavors sempre ha passat en línia regular dins la família. El zamindar que governava el 1883 tenia uns 30 anys i estava format a Europa.
La capital era Barpali a 21° 11′ N, 37° 45′ E / 21.183°N,37.750°E amb una població el 1881 de 4.125 habitants quasi tots hindús.